# Catoira (kommunhuvudort)
Catoira är en kommunhuvudort i Spanien.   Den ligger i provinsen Provincia de Pontevedra och regionen Galicien, i den nordvästra delen av landet, 500 km nordväst om huvudstaden Madrid. Catoira ligger 16 meter över havet och antalet invånare är 3 519.
Terrängen runt Catoira är kuperad åt nordost, men åt sydväst är den platt. En vik av havet är nära Catoira åt sydväst.Runt Catoira är det ganska tätbefolkat, med 134 invånare per kvadratkilometer. Närmaste större samhälle är Vilagarcía de Arousa, 8,6 km söder om Catoira. I omgivningarna runt Catoira växer i huvudsak blandskog.